# İhsan Okay
İhsan Okay (* 7. August 1969 in Istanbul) ist ein ehemaliger türkischer Fußballspieler und heutiger -trainer.

## Spielerkarriere
Okay spielte gegen Ende der 1980er-Jahre für Galatasaray Istanbul. In den Spielzeiten 1987/88 und 1988/89 kam der Abwehrspieler insgesamt zu zwei Ligaspielen und wurde 1988 türkischer Meister. Nach Galatasaray wechselte Okay vor der Saison 1990/91 zu Gaziantepspor. Bei Gaziantepspor spielte Okay fünf Jahre lang und kam zu 138 Ligaspielen.
Es folgten Transfers zu Antalyaspor, Istanbul BB und Sümerspor.

## Trainerkarriere
Okay ist seit 2013 als Co-Trainer tätig und sein erstes Engagement war bei Konya Anadolu Selçukluspor.

## Erfolg
Galatasaray Istanbul
- Türkischer Meister: 1988